# Изабела Бърд
Изабела Бърд (на английски: Isabella Bird), известна и със съпружеското и име Бишъп, е британска изследователка, фотограф и писател. Първата жена, избрана за член на Британското кралско географско дружество.
След като получава солидно образование, още на 20-годишна възраст баща ѝ Едуард Бърд одобрява първото ѝ пътешествие – пътуване до Канада, където си поставя за задача да проучи американското християнство. Въпреки че като дете е много болнава и хилава, това не ѝ пречи да се превърне в една от най-известните пътешественички.
На 25 години издава и първата си книга, в която описва американското си пътуване. Тя ѝ донася голям успех, който води и до известно икономическо охолство. През 1872 година по съвет на лекари  възобновява пътуванията си и се отправя към Австралия и Нова Зеландия. След опасно преминаване през Тихия океан на параход пристига в Хаваите. Остава шест месеца на архипелага, като го обикаля целия и прави дълги преходи на кон. След това се отправя към Скалистите планини, където предприема изкачване на 4000-метров връх. След като се завръща в Ню Йорк през 1873 година, написва още 2 книги.
През 1878 година заминава за Япония, която по това време е бедна и затворена страна, но я очарова дълбоко. При завръщането си в Англия обаче животът ѝ се променя коренно. След смъртта на сестра ѝ Хенриета, се омъжва за Джон Бишъп, който е неин стар приятел и също ангажиран в мисионерското движение. Брачният ѝ живот я задържа в родината и до 1886 година, когато съпругът ѝ умира. Това я хвърля в отчаяние, което продължава цели три години.
Пътешествията ѝ продължават през 1889 година, когато заминава за Индия с цел да основава болници. След като напуска Индия се озовава на експедиция, която я завежда в Техеран. След много опасно преминаване през Персия, Кюрдистан и Турция чак до Трапезунд на Черно море, Изабела се сдобива с голяма популярност, като самата кралица Виктория желае да се запознае с нея.
След боледуване в родината си, Изабела решава отново да продължи да пътува и през 1894 година прави престой в Япония, а след това и в Корея, където става свидетел на японското нашествие. Вече шейсетгодишна прекосява почти целия Китай, като се изкачва по течението на Яндзъ до границите на Тибет. Последното ѝ пътуване се оказва до Мароко. Последните си 2 години прекарва на легло и умира в Единбург през 1904 година.